# Vita Hludowici Imperatoris

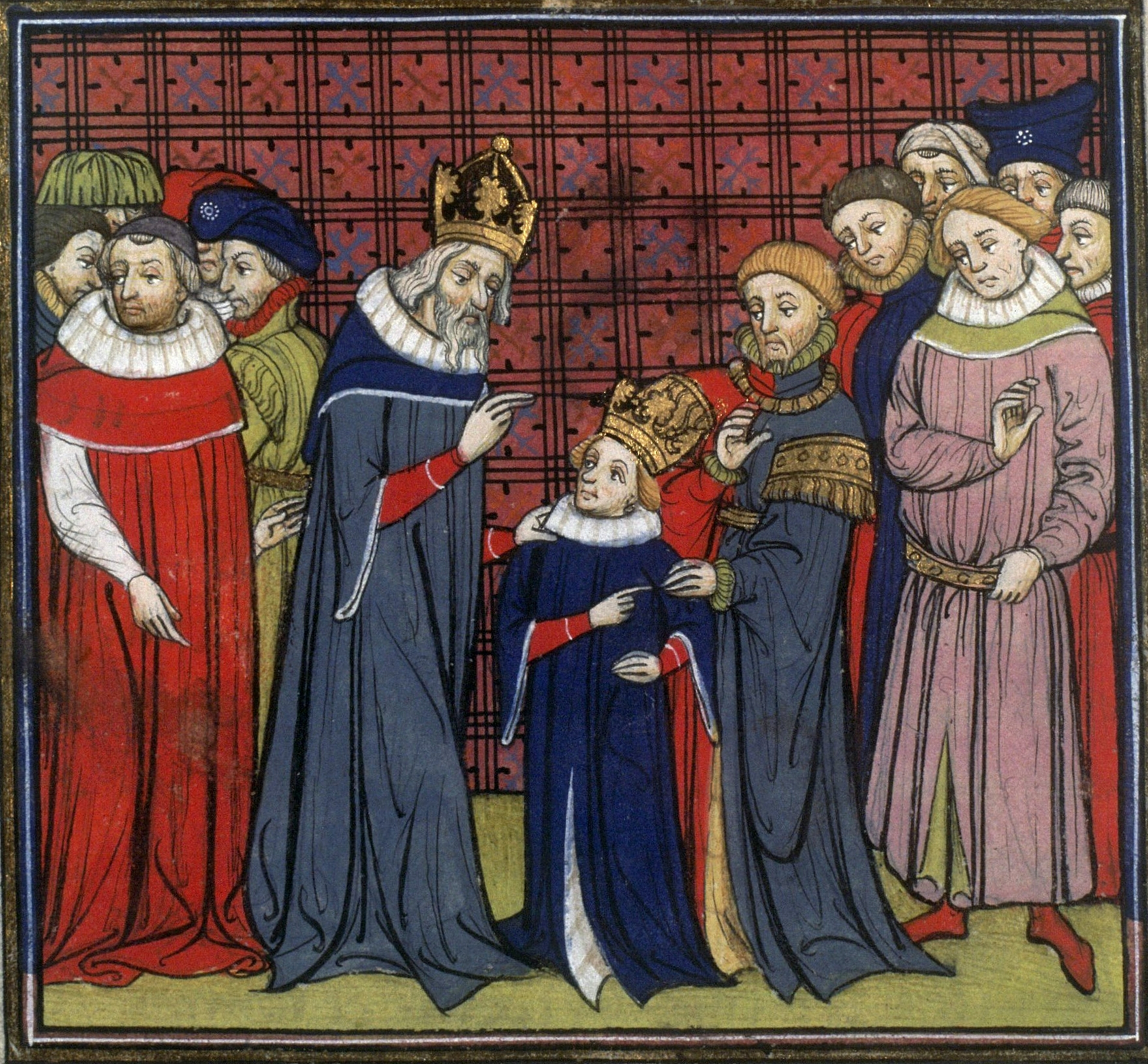
Carlomagno incorona Ludovico il Pio

Vita Hludovici Imperatoris o Vita Hludovici (La vita di Ludovico imperatore) è la biografia scritta da un anonimo su Ludovico il Pio, imperatore dell'impero carolingio e re dei Franchi dall'814 sino all'840.

## Autore
La biografia è stata scritta in Latino dopo l'840 da un cronista anonimo, convenzionalmente detto l'Astronomo, o l'Anonimo detto l'Astronomo. Fu così chiamato per le sue nozioni di astronomia.
Si ritiene quindi che questo cronista, anche per come tratta gli argomenti religiosi, non sia stato un uomo di chiesa ma sia uno dei due astronomi che Ludovico il Pio consultò, nell'837, per il passaggio della cometa.

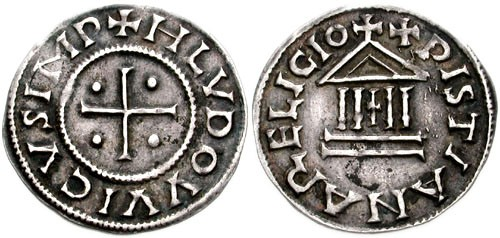
Denaro di Ludovico il Pio (20mm, 1.65 g, 1h). Zecca non individuata. Coniata tra l'822 e l'840.
Dritto: HLVDOVVICVS IMP, croce; pallina in ogni quarto.
Rovescio: XPISTIANA RELIGIO, tempio; con croce.

Diversi tentativi furono fatti per individuare questo cronista, ma nessuno lo ha identificato con certezza: nel 1729 lo storico tedesco Johann Georg von Eckhart lo identificò con un notabile vissuto alla corte di Ludovico tra l'816 e l'839; von Simson nel 1909 lo indicò come l'arcidiacono Gerolt, un chierico di corte; per Max Buchner, in quello che è lo studio moderno più influente circa l'opera dell'Astronomo, si trattava di Ilduino, il cancelliere di Pipino II di Aquitania e Carlo il Calvo; Ernst Tremp nel suo studio del 1995 abbraccia quest'ultima tesi, sebbene si discosti di un decennio nella datazione dell'opera. 
Più recentemente, lo storico Matthias M. Tischle, lo identifica col vescovo d'Orléans, del IX secolo, Giona, lo storico Courtney Booker lo identifica con l'abate, teologo e poeta tedesco, del IX secolo, Valafrido Strabone, e infine lo storico francese, François Guizot scrive che Pierre Delalande lo identifica con Luitwolf.
Comunque la tesi che identifica l'astronomo con Ilduino rimane la più accreditata.

## Seconda biografia
Una seconda biografia di Ludovico il Pio è stata scritta dal cronista Thegano, un prelato francese, amico di Valafrido Strabone. Thegano scrisse di fatti di cui non era stato testimone diretto, ma avvenuti nel corso della sua vita, di cui era venuto a conoscenza attraverso testimonianze di persone a lui vicine. Thegano non è distaccato ma parteggia apertamente per Ludovico il Pio e personaggi come Lotario I, figlio di Ludovico ed Ebbone, vescovo di Reims, sono aspramente criticati.